# هانتر بایدن
رابرت هانتر بایدن (زادهٔ ۴ فوریه ۱۹۷۰) یک وکیل آمریکایی و فرزند دوم رئیس‌جمهور ایالات متحده آمریکا جو بایدن و همسر اولش نیلیا بایدن است. او شریک شرکت‌ Rosemont Seneca Partners LLC است و مشاور حقوقی شرکت های Boies Schiller Flexner LL ،Schiller AG ،Fisher Flexan مستقر در نیویورک است.

## سنین جوانی و تحصیل
فرزند کوچک سناتور پیشین آمریکا و معاون سابق رئیس‌جمهور، جو بایدن و همسر اولش، نیلیا (نی هانتر) در ویلمینگتون، دلاور، به دنیا آمد. مادر و خواهر کوچک‌تر وی، نائومی کریستینا، در یک تصادف رانندگی در ۱۸ دسامبر سال ۱۹۷۲، کشته شدند که در آن حادثه او و برادرش، بو، به شدت زخمی شدند. او و برادرش، پدرشان را ترغیب کردند که دوباره ازدواج کند و جیل جیکوبز در سال ۱۹۷۷، نامادری هانتر و بو شد. خواهر ناتنی آن‌ها، اشلی بلاذر بایدن، در ۸ ژوئن ۱۹۸۱ به دنیا آمد.
بایدن مدرک کارشناسی خود را از دانشگاه جرج تاون و مدرک جی دی خود را از دانشکدهٔ حقوق ییل دریافت کرده‌است. پس از فارغ‌التحصیلی از دانشگاه، او عضو داوطلب گروه یسوعیان شمال‌غرب بود، و در آنجا با همسر اول خود آشنا شد کرد.
او عضو انجمن وکلای دادگستری در ایالت کنتیکت است.

### شرکت سهامی بوریسما
در ۱۸ آوریل ۲۰۱۴، شرکت سهامی بوریسما در یک بیانیهٔ مطبوعاتی انتصاب بایدن را به هیئت‌مدیرهٔ خود اعلام کرد. بوریسما بزرگ‌ترین تولیدکنندهٔ گاز غیردولتی در اوکراین است. این مرکز که در سال ۲۰۰۶ بنیان نهاده شده‌است در لیماسول، قبرس مستقر است که پناهگاه امنی برای گریز از مالیات در اروپا است. بوریسما دارای مجوزهایی برای پوشش حوضه دنیپر - دنباس، کارپات و آزوف - کوبان است و دارای ذخایر و قابلیت تولید قابل توجهی است. وزیر پیشین انرژی و معاون رئیس شورای امنیت ملی میکولا زلوچسوکی در سال ۲۰۰۶ این شرکت را، تحت نظارت ویکتور یانوکوویچ تأسیس کرد. این شرکت سهامی متعلق به تاجر اوکراینی میکولا زلوچسوکی وتحت کنترل وی است. همزمان با پیوستن هانتر بایدن به هیئت مدیره بوریسما، الکساندر کاوینویسکی نیز به این شرکت پیوست. کاوایینسکی از سال ۱۹۹۵ تا ۲۰۰۵ در دوران دولت جورج دبلیو بوش رئیس‌جمهوری لهستان بود. هانتر بایدن پس از پایان دوره در آوریل ۲۰۱۹ از هیئت مدیره کناره‌گیری کرد.
پدر هانتر بایدن، معاون رئیس‌جمهور جو بایدن، در ۲۲ آوریل ۲۰۱۴ به کیف سفر کرد و از دولت اوکراین خواست «... تا وابستگی خود را به روسیه برای تأمین گاز طبیعی کاهش دهد.» وی چگونگی کمک ایالات متحده را در ارائهٔ کمک‌های تخصصی و فنی برای گسترش تولید داخلی گاز طبیعی مطرح کرد. موضوع اصلی این مأموریت دیپلماتیک، کاهش فساد از طریق کاهش نفوذ روسیه بود. برخی منتقدان ایالات متحده را به بازی دادن اوضاع اوکراین متهم می‌کنند تا شرکت‌های نفتی غربی به ذخایر گاز شیل اوکراین دسترسی بی‌رویه داشته باشند.. با این ادعا که هانتر بایدن در هیئت‌مدیرهٔ شرکت اوکراینی بوریسما مشغول بوده برخی ابراز کرده‌اند که عضویت او منافع شخصی‌اش را با مواضع رسمی دولت ایالات متحده در تضاد انداخته‌است. کاخ سفید اتهامات خویشاوندگماری را علیه پسر بایدن رد کرد. مورگان ویلیامز، مدیر شورای تجاری ایالات متحده و اوکراین گفته‌است که «سنت آمریکایی از اعضای خانوادهٔ نزدیک دولت که برای سازمان‌هایی با پیوندهای تجاری با سیاست فعال استفاده می‌کنند خشنود نیست». ویلیامز اظهار داشت که به نظر می‌رسد که بایدن این اصل نانوشته را نقض کرده‌است: «... وقتی می‌خواهید بخش سیاسی را از بخش کسب و کار جدا کنید و فساد را کاهش دهید، در این صورت فقط به دنبال خنثی کردن فساد نیستیم، بلکه ظاهر نیز مهم است.» علی‌رغم هرگونه شواهد و مدارکی خاص برای نشان دادن سوء رفتار، رابطهٔ پدر / پسر توسط مخالفان بایدن این عضویت برای تضعیف پیام ضد فساد وی در آن زمان مورد استفاده قرار دادند.
ویکتور شوکین در آن زمان دادستان کل اوکراین بود. وی به ارتباط با روسیه و سوءاستفاده از موقعیت خود با عدم تعقیب قانونی فساد در اوکراین مشکوک شده بود. جو بایدن تهدید کرد که اگر رئیس‌جمهور پترو پوروشنکو دادستان کل شوکین را اخراج نکند، از تضمین وام ۱ میلیارد دلاری خودداری خواهد کرد. بایدن بعداً در موفقیت این تاکتیک در یک رویداد سخنرانی در ژانویهٔ ۲۰۱۸ سخرانی کرد. شوکین در مصاحبه با وبگاه اوکراینی Strana.ua گفت که در آن زمان در سال ۲۰۱۴ یک پرونده فعال برای پیگرد فساد اداری در بوریسما هولدینگز داشته‌است. با این حال، ویتالی کاسکو، که پیش از استعفا در فوریهٔ ۲۰۱۶ با استناد به فساد در دفتر، معاون نظارت بر همکاری‌های بین‌المللی شوکین بوده‌است، اسنادی را در اختیار بلومبرگ نیوز قرار داد که حاکی از آن است که تحت نظارت شوکین، تحقیقات در بوریسما متوقف شده بوده‌است. پارلمان اکراین در ۲۹ مارس ۲۰۱۶ به عزل شوکین رای داد.
در سال ۲۰۱۹، رودی جولیانی که وکالت رئیس‌جمهور دونالد ترامپ را بر عهده داشت، اظهار داشت که شوکین به دلیل تحقیقات در بوریسما اخراج شده‌است. با این حال، گزارش‌های دیگر حاکی از آن است که اخراج شوکین از نگرانی‌های صندوق بین‌المللی پول، اتحادیه اروپا، دولت ایالات متحده و شهروندان اوکراینی مبنی بر عدم موفقیت وی در پیگیری تحقیقات فساد ناشی شده‌است. (جولیانی، به تعبیر واشینگتن پست ، "در ماه‌های اخیر با صراحت مقامات اوکراین را وادار کرده‌است تا تحقیقات دربارهٔ بیدن را با شدت عمل انجام دهند که مقامات اوکراینی آن را ادامه نداده ویا بی اساس توصیف کرده‌اند.")) سخنگوی مبارزات انتخاباتی ریاست جمهوری بایدن به نیویورک تایمز گفت که فشار بیدن برای حذف شوکین در سال ۲۰۱۶ «بدون توجه به نحوه تأثیر یا تأثیرگذاری بر منافع تجاری پسرش، یک شهروند خصوصی» انجام شده‌است. هانتر بایدن اظهار داشت، «من هیچ وقت با پدرم در مورد شغل شرکتی یا خدمات هیئت مدیره ام، از جمله تصمیم اولیه من برای عضویت در هیئت مدیره، بحث نکردم.» توجه به تاریخچه تجارت اوکراین هانتر بایدن در سپتامبر ۲۰۱۹ در رابطه با گزارش‌های خبری بود که ادعا داشتند ترامپ مقامات اوکراین را زیر فشار گذاشته‌است تا نقطه ضعفی از جو بایدن در انتخابات ریاست جمهوری سال ۲۰۲۰ ایالات متحده پیدا کند.

## زندگی شخصی
در سال ۱۹۹۳، بایدن با کاتلین بوهل ازدواج کرد و حاصل آن سه دختر است. بایدن و بوهل در سال ۲۰۱۷ از یکدیگر طلاق گرفتند. وی در ماه مهٔ سال ۲۰۱۹ با ملیسا کوهن ازدواج کرد.